# YuNi
YuNi，是以YouTube为中心展开活动的一位日本虚拟YouTuber，亦为TOY'S FACTORY旗下艺人。

## 简介
YuNi自称为「世界上首个虚拟歌手（Vsinger）」，投稿内容以翻唱为主。
YuNi的形象由日本漫画家、插画家樱木莲设计。YuNi的活动由株式会社Candee与Activ8株式会社共同企划，并从活动初期加入由Activ8株式会社运营的虚拟艺人支援项目「upd8」。

## 履历
2018年
- 5月14日，开设YouTube频道。
- 6月14日，在YouTube上发布首支影片。
- 8月26日，YouTube频道订阅者突破10万人。
- 10月12日，宣布暂时停止活动。
- 10月23日，重新开始活动。
- 10月26日，公布首支原创曲目《透明声彩》。
- 12月27日，YouTube频道订阅者突破20万人。

2019年
- 7月26日，YouTube频道订阅者突破30万人。

2020年
- 8月14日，发布公告宣布从upd8毕业，同年冬天加入TOY'S FACTORY。

## 出演作品

### 电视节目
2018年
- 绊爱的节目（8月30日、BS日本）
- VIRTUAL BUZZ TALK!（10月26日、11月2日、TOKYO MX）

2019年
- NHK虚拟扬声歌唱（1月2日、NHK综合）
- 超人女子战士 Gariben Girl V（8月22日、朝日电视台）
- 關JAM 完全燃SHOW（11月10日、朝日電視台）

### 电台
2019年
- YuNi的All Night Nippon i（4月23日 - 、日本放送 PODCAST STATION）
- （9月4日・9月11日・9月18日、超!A&G+）

### 活动
2018年
- 秋fes 2018秋（10月18日 - 11月18日）

2019年
- UNiON WAVE – 花は幻 – Supported by SPWN（3月16日）
- 再见平成倒计时Live UNiON WAVE - clear -（4月30日 - 5月1日）
- YuNi 1st ANNIVERSARY EVENT (6月14日）
- A.I. Party! 2019 ～ hello, how r u? ～（6月30日）
- DIVE XR FESTIVAL（9月22日）
- FAVRIC（9月29日）

## 音乐作品

### 单曲
|     | 名称            | 发售日期       | 規格         | 注释                               |
| --- | --------------- | -------------- | ------------ | ---------------------------------- |
| 1st | 透明声彩        | 2018年10月26日 | 数字音乐下载 |                                    |
| 2nd | Winter Berry    | 2018年12月25日 | 数字音乐下载 |                                    |
| 3rd |                 | 2019年3月11日  | 数字音乐下载 |                                    |
| 4th | Beautiful World | 2019年10月6日  | 数字音乐下载 |                                    |
| 5th | 轻敲心扉 （）   | 2020年8月14日  | 数字音乐下载 | 电视动画《宇崎学妹想要玩！》片尾曲 |
| 6th |                 | 2020年9月30日  | 数字音乐下载 |                                    |
| 7th | Dawn            | 2021年2月27日  | 数字音乐下载 |                                    |
| 8th |                 | 2021年4月16日  | 数字音乐下载 |                                    |
| 9th | DAYZ            | 2021年5月14日  | 数字音乐下载 |                                    |